# ライザ・ミネリ
ライザ・ミネリ（Liza May Minnelli、1946年3月12日 - ）は、アメリカ合衆国の女優、歌手。

## プロフィール

### 生い立ち
カリフォルニア州ロサンゼルスで、イタリア系アメリカ人映画監督のヴィンセント・ミネリと女優のジュディ・ガーランドの間に生まれる。2歳時の1949年に、映画『Good Old Summertime』でデビューし、その後もいくつかの映画に出演する。

### 活躍

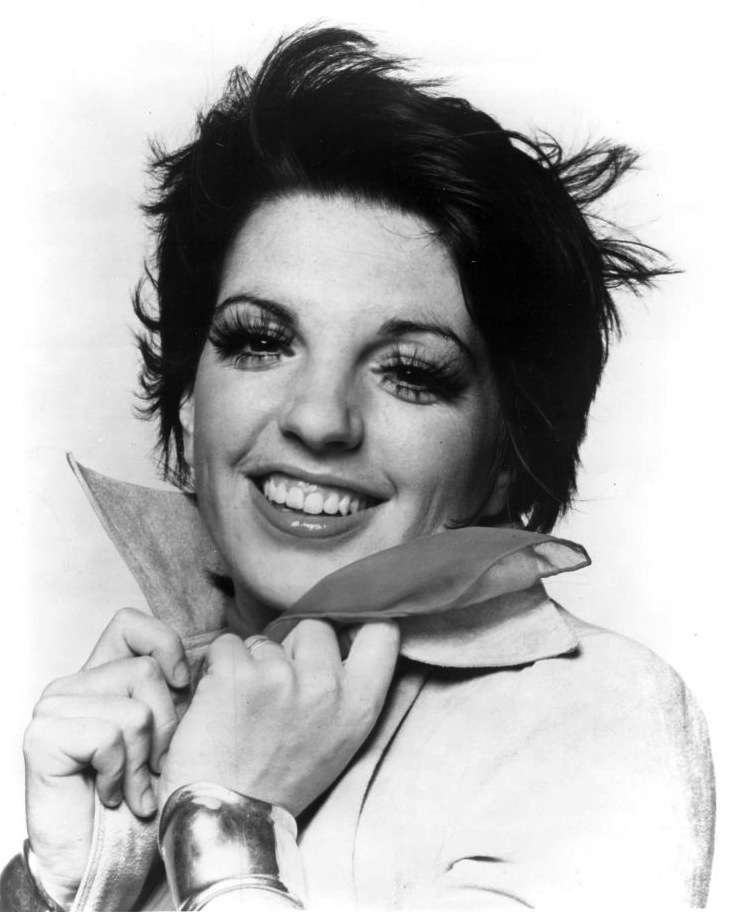
1973年

1963年にブロードウェイでのデビューを果たし、1965年にブロードウェイミュージカルの『Flora the Red Menace』でトニー賞の主演女優賞を受賞する。
1967年に映画女優として本格的にデビューし、1972年に公開されたアメリカ映画『キャバレー』で主演を務め、1973年のアカデミー賞主演女優賞とゴールデングローブ賞主演女優賞をダブル受賞するなど、その歌唱力と演技力が高い評価を受ける。
また、1970年代末から1980年代初頭にかけては、マンハッタンのディスコ「スタジオ54」でビアンカ・ジャガー（ミック・ジャガー最初の夫人）、ホルストン、アンディ・ウォーホルらとの交流がゴシップ誌をにぎわせた。
しかし、上記の受賞後から1980年代にかけてアルコール依存症や薬物中毒になり、一時は引退危機さえ囁かれたが、カムバックして再び第一線で活躍する。しかし、2001年にウイルス性の脳炎に罹ると療養中に体重が増え、声が出なくなるなど再び歌手活動の危機を迎える。
その後、治療を継続して再び復活を遂げ、2010年には映画『セックス・アンド・ザ・シティ2』で本人役として登場し、劇中歌を披露するなど、アメリカを代表する歌手・女優として活躍しているが、また依存症の穴にはまってしまい、リハビリ施設へ入院した。
このように舞台で活躍する一方、体調を崩したり、また多くのトラブルを重ね、離婚やスキャンダルまで起こしてきたことで知られているが、今でもアメリカを代表するスターとして活躍する。

## 代表作

### 映画
| 年   | 日本語題 原題                                               | 役名                     | 備考           |
| ---- | ----------------------------------------------------------- | ------------------------ | -------------- |
| 1949 | グッド・オールド・サマータイム In the Good Old Summertime   | 娘                       | クレジット無し |
| 1968 | チャーリー・バブルズ Charlie Bubbles                        | エリザ                   |                |
| 1969 | くちづけ The Sterile Cuckoo                                 |                          |                |
| 1970 | 愛しのジュニー・ムーン Tell Me That You Love Me, Junie Moon |                          |                |
| 1972 | キャバレー Cabaret                                          | サリー・ボウルズ         |                |
| 1974 | ザッツ・エンタテインメント That's Entertainment!            |                          |                |
| 1975 | ラッキー・レディ Luckey Lady                                |                          |                |
| 1977 | ニューヨーク・ニューヨーク New York, New York               | フランシーヌ・エヴァンス |                |
| 1981 | ミスター・アーサー Arthur                                   | リンダ・マローラ         |                |
| 1984 | ザッツ・ダンシング! That's Dancing                          |                          |                |
| 1987 | レンタ・コップ Rent-A-Cop                                   |                          |                |
| 1988 | ミスター・アーサー2 Arthur 2: On the Rocks                  | リンダ・マローラ・バック |                |
| 1991 | ステッピング・アウト Stepping Out                           |                          |                |
| 2006 | ミーシャ・バートンの Sex in Ohio The Oh in Ohio             |                          |                |
| 2010 | セックス・アンド・ザ・シティ2 Sex and the City 2            | ライザ・ミネリ           |                |

### テレビシリーズ
| 年        | 日本語題 原題                                           | 役名                   | 備考                                         |
| --------- | ------------------------------------------------------- | ---------------------- | -------------------------------------------- |
| 1984      | フェアリーテール・シアター Faerie Tale Theatre          |                        | 第3シーズン第2話「豆つぶの上に寝たお姫さま」 |
| 2003-2013 | アレステッド・ディベロプメント Arrested Development     | ルシール・アウステーロ | 計21話出演                                   |
| 2006      | LAW & ORDER:犯罪心理捜査班 Law & Order: Criminal Intent |                        | 第6シーズン第6話「天使が消えた夜」           |
| 2009      | 私はラブ・リーガル Drop Dead Diva                       |                        | 第1シーズン第10話「出逢いは突然に」          |
| 2013      | SMASH Smash                                             |                        | 第2シーズン第10話「傷心」                    |

### ミュージカル
- フローラ、赤の脅威（1965年）
- シカゴ Chicago （1975年）
- The Act（1977年）
- ライザ・ライザ（1999年）

### 音楽
- ルージング・マイ・マインド（1989年）／ペット・ショップ・ボーイズによるプロデュース